# WWE Night of Champions

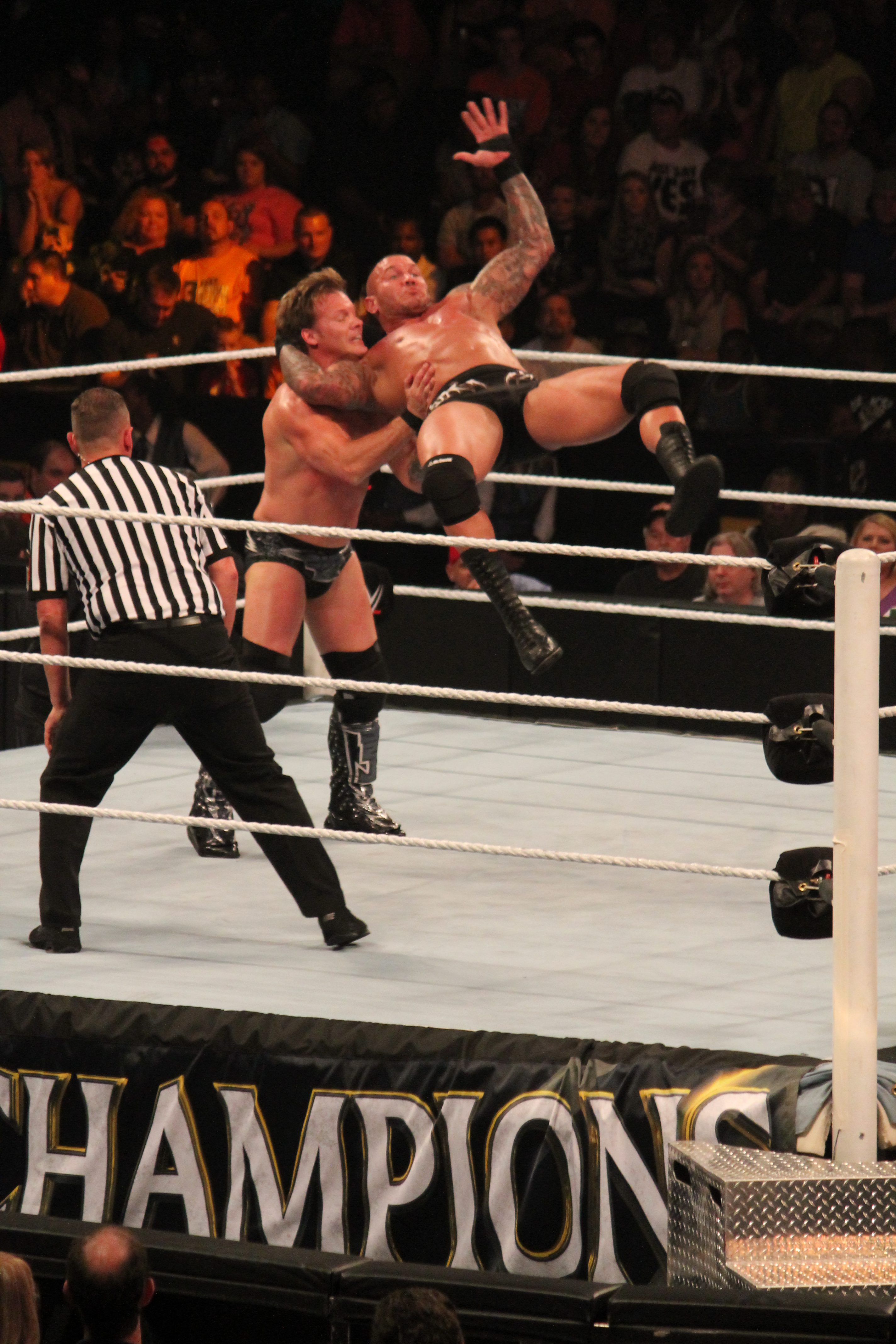
Randy Orton aplicand-ui un RKO lui Jericho la Night of Champions

WWE Night of Champions a fost un pay-per-view de wrestling a companiei americane WWE, care a avut loc în luna septembrie. A fost numit Vengeance din 2001 până în 2007. De asemenea, este primul pay-per-view exclusiv unde WWE Championship și WWE World Heavyweight Championship au fost puse în joc în aceeași seară (2005). Din 2003 până în 2006, a fost un PPV exclusiv pentru divizia Raw. Noaptea Campionilor a fost, de asemenea, sloganul de la Vengeance 2007, deoarece în acest PPV, toate titlurile au fost apărate. Începând cu anul 2008, WWE a decis că Vengeance sa fie chemat Noaptea Campionilor, și că toate titlurile companiei ar fi pus în joc. În 2011, WWE Vengeance a revenit, dar a avut loc și  Noaptea Campionilor în același an. În 2016, Noaptea Campionilor a fost Înlocuit de Clash of Champions. Cu toate că conceptul evenimentului este ca acesta, nu este o continuare directă a Night of Champions.

## Istoric

### 2008
Night of Champions 2008 a avut loc pe data de 29 iunie 2008, evenimentul fiind gazduit de American Airlines Center din Dallas, Texas.
- Dark match: Jeff Hardy l-a învins pe Montel Vontavious Porter
  - Hardy l-a numărat pe MVP după un «Swanton Bomb».
- John Morrison și The Miz (c) i-au învins pe Finlay și Hornswoggle păstrându-și campionatele WWE Tag Team Championship (8:46)
  - Morrison l-a numărat pe Hornswoggle după ce l-a aruncat de pe colțul ringului.
- Matt Hardy (c) l-a învins pe Chavo Guerrero (însoțit de Bam Neely) păstrându-și campionatul WWE United States Championship (9:22)
  - Hardy l-a numărat pe Chavo după un «Twist of Fate».
- Mark Henry i-a învins pe Kane (c) și Big Show câștigând campionatul ECW Championship (8:18)
  - Henry l-a numărat pe Kane după un «Big Splash».
- Ted DiBiase și Cody Rhodes l-au învins pe Hardcore Holly (c) câștigând campionatele World Tag Team Championship (1:28)
  - DiBiase l-a numărat pe Holly după un «Dream Crusher».
  - Inițial, Rhodes era partenerul lui Holly dar l-a trădat aliându-se cu DiBiase.
- Kofi Kingston l-a învins pe Chris Jericho (c) (însoțit de Lance Cade) câștigând campionatul WWE Intercontinental Championship (13:28)
  - Kingston l-a numărat pe Jericho după un «Trouble in Paradise».
- Mickie James (c) a învins-o pe Katie Lea Burchill (însoțită de Paul Burchill) păstrându-și campionatul WWE Women's Championship (7:17)
  - Mickie a numărat-o pe Burchill după un «Mickie-DDT».
- Edge (c) l-a învins pe Batista (cu Chavo Guerrero arbitru special) păstrându-și campionatul WWE World Heavyweight Championship (17:11)
  - Jeff l-a numărat pe Edge după un "Pedigree" a lui Triple H și un "Swanton Bomb".
- Triple H (c) l-a învins pe John Cena păstrându-și campionatul WWE Championship (21:38)
  - Triple H l-a numărat pe Cena după un «Pedigree».

### 2009
Night of Champions 2009 a avut loc pe data de 26 iulie 2009, evenimentul fiind gazduit de Wachovia Center din Philadelphia, Pennsylvania.
- Dark match: Cryme Tyme (JTG & Shad Gaspard) i-au învins pe The Hart Dynasty (David Hart Smith și Tyson Kidd)
  - Shad l-a numărat pe Kidd după un «STO».
- Jeri-Show (Big Show și Chris Jericho) (c) i-au învins pe Cody Rhodes și Ted DiBiase păstrându-și campionatele Unified WWE Tag Team Championship (12:08)
  - Show l-a făcut pe DiBiase să cedeze cu un «Colossal Clutch».
  - Inițial, colegul lui Jericho era Edge dar a suferit o accidentare și l-a ales pe Show ca noul partener.
- Christian l-a învins pe Tommy Dreamer (c) câștigând campionatul ECW Championship (10:28)
  - Christian l-a numărat pe Dreamer după un «Killswitch».
- Kofi Kingston (c) i-a învins pe Carlito, Jack Swagger, The Miz, Montel Vontavious Porter și Primo într-un Six-pack challenge păstrându-și campionatul WWE United States Championship (8:35)
  - Kingston l-a numărat pe Carlito după un «Trouble in Paradise».
- Michelle McCool (c) a învins-o pe Melina păstrându-și campionatul WWE Women's Championship (6:12)
  - McCool a numărat-o pe Melina cu un «Roll-Up».
- Randy Orton (c) i-a învins pe John Cena și Triple H păstrându-și campionatul WWE Championship (22:23)
  - Orton l-a numărat pe Cena după un «RKO».
  - În timpul meciului, Legacy au intervenit în favoarea lui Orton.
- Mickie James a învins-o pe Maryse (c) câștigând campionatul WWE Divas Championship (8:36)
  - Mickie a numărat-o pe Maryse după un «Mickie-DDT».
- Rey Mysterio (c) l-a învins pe Dolph Ziggler (însoțit de Maria Kanellis) păstrându-și campionatul WWE Intercontinental Championship (16:00)
  - Mysterio l-a numărat pe Ziggler după un «619».
- Jeff Hardy l-a învins pe CM Punk (c) câștigând campionatul WWE World Heavyweight Championship (14:56)
  - Hardy l-a numărat pe Punk după un «Twist of Fate» și un «Swanton Bomb».

### 2010
Night of Champions 2010 a avut loc pe data de 19 septembrie 2010, evenimentul fiind gazduit de Allstate Arena din Rosemont, Illinois.
- Dark match: John Morrison l-a învins pe Ted DiBiase
  - Morrison l-a numărat pe DiBiase după un «Starship Pain».
- Dolph Ziggler (c) (însoțit de Kaitlyn și Vickie Guerrero) l-a învins pe Kofi Kingston păstrându-și campionatul WWE Intercontinental Championship (12:42)
  - Ziggler l-a numărat pe Kingston după un «Zig Zag».
- Big Show l-a învins pe CM Punk (4:43)
  - Show l-a numărat pe Punk după un «K.O. Punch».
- Daniel Bryan l-a învins pe The Miz (c) (însoțit de Alex Riley) câștigând campionatul WWE United States Championship (12:29)
  - Bryan l-a făcut pe Miz să cedeze cu un «LeBell Lock».
- Michelle McCool (c) a învins-o pe Melina (c) într-un Lumberjill match pentru a unifica campionatele WWE Women's Championship și WWE Divas Championship (6:34)
  - McCool a numărat-o pe Melina după un «Simply Flawless».
  - În acest meci, campionatul WWE Women's a fost dezactivat.
- Kane (c) i-a învins pe The Undertaker într-un No Holds Barred match păstrându-și campionatul WWE World Heavyweight Championship (18:29)
  - Kane l-a numărat pe Undertaker după un «Tombstone Piledriver».
- Drew McIntyre și Cody Rhodes au câștigat un Tag Team Turmoil match câștigând campionatele WWE Tag Team Championship (11:42)
  - McIntyre și Rhodes i-au învins pe Evan Bourne și Mark Henry după ce Rhodes l-a numărat pe Bourne după un «Cross Rhodes».
- Randy Orton i-a învins pe Chris Jericho, Edge, John Cena, Sheamus (c) și Wade Barrett într-un Six-Pack Elimination Challenge câștigând campionatul WWE Championship (21:28)
  - Orton l-a numărat pe Jericho după un «RKO». (1:29)
  - Cena l-a numărat pe Edge după un «Attitude Adjustment». (15:00)
  - Barrett l-a numărat pe Cena după un «Wasteland». (18:58)
  - Orton l-a numărat pe Barrett după un «RKO». (20:32)
  - Orton l-a numărat pe Sheamus după un «RKO». (21:28)

### 2011
Night of Champions 2011 a avut loc pe data de 18 septembrie 2011, evenimentul fiind gazduit de First Niagara Center din Buffalo, New York.
- Dark match: Daniel Bryan l-a învins pe Heath Slater (5:13)
  - Bryan l-a făcut pe Slater să cedeze cu un «LeBell Lock».
- Air Boom (Evan Bourne și Kofi Kingston) (c) i-au învins pe The Miz și R-Truth prin descalificare păstrându-și campionatele WWE Tag Team Championship (9:50)
  - Awesome Truth au fost descalificați după ce Miz a atacat arbitrul.
- Cody Rhodes (c) l-a învins pe Ted DiBiase păstrându-și campionatul WWE Intercontinental Championship (9:43)
  - Rhodes l-a numărat pe DiBiase cu un «Roll-Up».
- Dolph Ziggler (c) i-a învins pe Alex Riley, Jack Swagger și John Morrison într-un Fatal-4-Way match păstrându-și campionatul WWE United States Championship (8:19)
  - Ziggler l-a numărat pe Morrison după un «Gutwrench Powerbomb» a lui Swagger.
- Mark Henry l-a învins pe Randy Orton (c) câștigând campionatul WWE World Heavyweight Championship (13:06)
  - Henry l-a numărat pe Orton după un «World's Strongest Slam».
- Kelly Kelly (c) a învins-o pe Beth Phoenix păstrându-și campionatul WWE Divas Championship (6:26)
  - Kelly a numărat-o pe Phoenix după un «Sunset Flip».
- John Cena l-a învins pe Alberto del Rio (însoțit de Ricardo Rodriguez) câștigând campionatul WWE Championship (17:32)
  - Cena l-a făcut pe del Rio să cedeze cu un «STF».
- Triple H l-a învins pe CM Punk într-un No Disqualification match (24:10)
  - Triple H l-a numărat pe Punk după un «Pedigree».
  - În timpul meciului, R-truth, The Miz și Kevin Nash au intervenit atacândui pe Triple H, Punk și arbitrul.
  - Dacă Triple H pierdea, trebuia să renunțe la postul său ca COO al companiei.

### 2012
Night of Champions 2012 a avut loc pe data de 16 septembrie 2012, evenimentul fiind gazduit de TD Garden din Boston, Massachusetts.
- Pre-Show: Zack Ryder a câștigat un 16-Man Over the Top Rope Battle Royal Match (5:43)
  - Ryder l-a eliminat pe Tensai câștigând lupta devenind candidatul la Campionatul Statelor Unite.
- The Miz (c) i-a învins pe Cody Rhodes, Rey Mysterio și Sin Cara păstrându-și campionatul WWE Intercontinental Championship (12:05)
  - Miz l-a numărat pe Rhodes după un «Skull-Crushing Finale».
- Team Hell No (Daniel Bryan și Kane) i-au învins pe Kofi Kingston și R-Truth câștigând campionatele WWE Tag Team Championship (8:30)
  - Kane l-a numărat pe Kingston după un «Diving Splash» cu ajutorul lui Bryan.
- Antonio Cesaro (c) (însoțit de Aksana) l-a învins pe Zack Ryder păstrându-și campionatul WWE United States Championship (6:40)
  - Cesaro l-a numărat pe Ryder după un «Gotch-Style Neutralizer».
- Randy Orton l-a învins pe Dolph Ziggler (însoțit de Vickie Guerrero) (18:24)
  - Orton l-a numărat pe Ziggler după un «RKO» în aer.
- Eve Torres a învins-o pe Layla (c) câștigând campionatul WWE Divas Championship (7:05)
  - Eve a numărat-o pe Layla după un «The Heartbreaker».
- Sheamus (c) l-a învins pe Alberto del Rio (însoțit de David Otunga și Ricardo Rodriguez) păstrându-și campionatul WWE World Heavyweight Championship (14:25)
  - Sheamus l-a numărat pe Del Rio după un «Brogue Kick».
- CM Punk împotriva lui John Cena a terminat la egalitate într-un meci pentru campionatul WWE Championship (26:55)
  - Ambii luptători aveau spatele pe podea după ce Cena i-a aplicat un «German Suplex» de pe a doua coardă.
  - Inițial, Cena a fost declarat câștigător și nou campion dar decizia a fost revocată de arbitru declarând ca meciul a terminat la egalitate.

### 2013
Night of Champions 2013 a avut loc pe data de 15 septembrie 2013, evenimentul fiind gazduit de Joe Louis Arena din Detroit, Michigan.
- Pre-Show: The Prime Time Players au câștigat un Tag team turmoil match (11:14)
  - Prime Time Players i-au eliminat pe The Real Americans devenind candidații la campionatele WWE Tag Team Championship.
- Curtis Axel (c) (însoțit de Paul Heyman) l-a învins pe Kofi Kingston păstrându-și campionatul WWE Intercontinental Championship (13:54)
  - Axel l-a numărat pe Kingston după un «Twisting Neckbreaker».
- AJ Lee (c) l-ea învins pe Brie Bella, Naomi și Natalya păstrându-și campionatul WWE Divas Championship (5:34)
  - Lee a făcut-o pe Natalya să cedeze cu un «Black Widow».
- Rob Van Dam (însoțit de Ricardo Rodriguez) l-a învins pe Alberto del Rio (c) prin descalificare pentru campionatul WWE World Heavyweight Championship (13:24)
  - Del Rio a fost descalificat după ce nu l-a eliberat pe RVD dintr-un «Cross Armbreaker» l-a numărătoarea arbitrului.
  - Cu acest rezultat, Del Rio a păstrat campionatul.
- The Miz l-a învins pe Fandango (însoțit de Summer Rae) (7:49)
  - Miz l-a făcut pe Fandango să cedeze cu un «Figure-Four Leglock».
- Curtis Axel și Paul Heyman l-au învins pe CM Punk într-un No Disqualification Handicap Elimination match (15:42)
  - Punk l-a făcut pe Axel să cedeze cu o «Anaconda Vise». (10:30)
  - Heyman l-a numărat pe Punk după un «Spinebuster» a lui Ryback pe o masă. (15:42)
  - În timpul meciului, Ryback a intervenit în favoarea lui Axel și Heyman.
- Dean Ambrose (c) l-a învins pe Dolph Ziggler păstrându-și campionatul WWE United States Championship (9:47)
  - Ambrose l-a numărat pe Ziggler după un «Dirty Deeds».
- The Shield (Roman Reigns și Seth Rollins) (c) i-au învins pe The Prime Time Players (Darren Young și Titus O'Neil) păstrându-și campionatele WWE Tag Team Championship (7:27)
  - Rollins l-a numărat pe O'Neil după un «Spear» a lui Reigns.
- Daniel Bryan l-a învins pe Randy Orton (c) câștigând campionatul WWE Championship (17:33)
  - Bryan l-a numărat pe Orton după un «Running Knee».
  - Campionatul WWE a fost declarat vacant de Triple H noaptea următoarea la Raw, după ce a considerat că arbitrul Scott Armstrong a făcut numărătoarea de 3 prea rapid.

### 2014
Night of Champions 2014 a avut loc pe data de 21 septembrie 2014, evenimentul fiind gazduit de Bridgestone Arena din Nashville, Tennessee.
- Gold & Stardust i-au învins pe The Usos (Jey Uso și Jimmy Uso) (c) câștigând campionatele WWE Tag Team Championship (12:47)
  - Stardust l-a numărat pe Jey cu un «Roll-up».
- Sheamus (c) l-a învins pe Cesaro păstrându-și campionatul WWE United States Championship (13:06)
  - Sheamus l-a numărat pe Cesaro după un «Brogue Kick».
- The Miz (însoțit de Damien Mizdow) l-a învins pe Dolph Ziggler (c) (însoțit de R-Truth) câștigând campionatul WWE Intercontinental Championship (8:25)
  - Miz l-a numărat pe Ziggler cu un «Roll-up».
  - În timpul meciului, Mizdow a intervenit în favoarea lui Miz.
- Seth Rollins l-a învins pe Roman Reigns prin abandon (0:10)
  - Rollins a fost declarat câștigător după ce Reigns nu s-a putut prezenta la luptă din cauza unei hernie.
  - Ambrose a răspuns la provocarea lui Rollins dar lupta nu a ajuns să înceapă pentru că ambii au început să lupte într-e public.
- Rusev (însoțit de Lana) l-a învins pe Mark Henry (7:20)
  - Rusev l-a făcut pe Henry să cedeze cu «The Accolade».
- Randy Orton l-a învins pe Chris Jericho (16:23)
  - Orton l-a numărat pe Jericho după un «RKO» în aer.
- AJ Lee l-ea învins pe Nikki Bella și Paige (c) câștigând campionatul WWE Divas Championship (5:34)
  - Lee a făcut-o pe Paige să cedeze cu un «Black Widow».
- John Cena l-a învins pe Brock Lesnar (c) prin descalificare într-un meci pentru campionatul campionatul WWE World Heavyweight Championship (14:21)
  - Lesnar a fost descalificat după ce Rollins l-a atacat pe Cena.
  - După meci, Rollins i-a aplicat un «Curb Stomp» lui Lesnar încercând să încaseze valiza Money in the Bank, dar Cena l-a atacat înainte de a începe lupta.

### 2015
Night of Champions 2015 a avut loc pe data de 20 septembrie 2015, evenimentul fiind gazduit de Toyota Center din Houston, Texas.
- Pre-Show: The Ascension (Konnor și Viktor) & Stardust i-au învins pe The Lucha Dragons (Kalisto și Sin Cara) & Neville (9:44)
  - Stardust l-a numărat pe Neville după un «The Queen's Crossbow».
- Kevin Owens l-a învins pe Ryback (c) câștigând campionatul WWE Intercontinental Championship (9:32)
  - Owens l-a numărat pe Ryback cu un «Roll-up».
- Dolph Ziggler l-a învins pe Rusev (însoțit de Summer Rae) (13:47)
  - Ziggler l-a numărat pe Rusev după un «Zig-Zag».
- The Dudley Boyz (Bubba Ray Dudley și D-Von Dudley) i-au învins pe The New Day (Big E și Kofi Kingston) (însoțit de Xavier Woods) (c) prin descalificare pentru campionatele WWE Tag Team Championship (9:57)
  - New Day au fost descalificați după ce Woods l-a atacat pe Bubba în timp ce îl număra pe Kingston.
  - După meci, Dudley Boyz i-au aplicat un «3D» lui Woods pe o masă.
- Charlotte a învins-o pe Nikki Bella (c) păstrându-și campionatul WWE Divas Championship (12:41)
  - Charlotte a făcut-o pe Nikki să cedeze cu un «Figure Eight».
- The Wyatt Family (Braun Strowman, Bray Wyatt, și Luke Harper) i-au învins pe Chris Jericho, Dean Ambrose și Roman Reigns (13:04)
  - Arbitrul a oprit meciul după ce Strowman l-a făcut KO pe Jericho cu un «Lifting Arm Triangle Choke».
- John Cena l-a învins pe Seth Rollins (c) câștigând campionatul WWE United States Championship (16:01)
  - Cena l-a numărat pe Rollins după un «Attitude Adjustment».
- Seth Rollins (c) l-a învins pe Sting păstrându-și campionatul campionatul WWE World Heavyweight Championship (14:56)
  - Rollins l-a numărat pe Sting cu un «Roll-up».
  - În timpul meciului, Sting a suferit o accidentare la gât.
  - Aceasta a fost ultima lupta a lui Sting înainte de-a se retrage din wrestling.